# Plaza Magazine
Plaza Magazine är ett livsstilsmagasin med fokus på mode, design, arkitektur och inredning. Tidningen ges ut av Plaza Publishing Group AB. Tidskriften kommer även ut på andra språk, såsom tyska och engelska. Plaza Magazine grundades 1994. Nuvarande chefredaktör är Jesper Tillberg samt Robert Nordberg.

## Utgåvor i urval
- Plaza Magazine USA Den engelskspråkiga Plaza Magazine lanserades i USA 2002 för distribution i Nord, Sydamerika och i Asien.
- Plaza Magazine UK/Europe Den engelskspråkiga Plaza Magazine lanserades i flertalet av de europeiska länderna på engelska.
- Plaza Magazine Germany Den tyskspråkiga Plaza Magazine lanserades 2004 i flertalet av de tyskspråkiga länderna i Europa.
- Plaza Magazine Arabic den arabiska Plaza Magazine var 2006 den första västerländska tidningen att få licens att ge ut tidningar på det arabiska språket.